# دانشگاه اوتووش لوراند
دانشگاه اوتووش لوراند یا به اختصار اِلته (مجاری: Eötvös Loránd Tudományegyetem, ELTE) دانشگاه تحقیقاتی دولتی بوداپست در مجارستان است. الته که در ۱۶۳۵ تأسیس شده، یکی از بزرگترین و معتبرترین موسسات آموزش عالی دولتی در مجارستان است. ۲۸٬۰۰۰ دانشجو در هشت دانشکده و مؤسسات تحقیقاتی این دانشگاه در بوداپست مشغول آموزش هستند. دانشگاه اوتووش لوراند تاکنون برنده ۵ جایزه نوبل و جوایزی چون ولف، فولکرسون و آبل بوده‌است.
دانشگاه در سال ۱۹۵۰ به افتخار فیزیک‌دان معروف به لوراند اوتووش تغییر نام داده‌است.

## تاریخچه
الته در ۱۶۳۵ توسط کاردینال پتر پازمانی در نادی‌سومبات، پادشاهی مجارستان (امروز اسلواکی) به عنوان دانشگاه کاتولیک برای آموزش الهیات و فلسفه تأسیس شد. پس از انتقال دانشگاه در ۱۷۷۰ به بودا، تا ۱۸۷۳ به عنوان دانشگاه سلطنتی پِشت و پس از آن تا ۱۹۲۱ به عنوان دانشگاه بوداپست نامگذاری شد؛ پس از ۱۹۲۱ به نام بنیان‌گذار آن به دانشگاه سلطنتی پازمانی پِتِر تغییر نام پیدا کرد. پس از ۱۹۴۹ با جدایی دانشکده الهیات از علوم دانشگاه وارد دورهٔ جدیدی شد؛ نام کنونی دانشگاه از ۱۹۵۰ به نام یکی از مشهورترین فیزیک‌دانان مجار لوراند اوتووش گذاشته شده‌است.

## فارغ‌التحصیلان برجسته
برنده جایزه نوبل:
- فیلیپ لنارت، جایزه نوبل فیزیک (۱۹۰۵)
- آلبرت سنت-جورجی، جایزه نوبل فیزیولوژی یا پزشکی برای کشف ویتامین ث (۱۹۳۷)
- جرج هوشی، جایزه نوبل شیمی (۱۹۴۳)
- جان هارسانی، جایزه یادبود نوبل علوم اقتصادی (۱۹۹۴)
- جرج بکشی، جایزه نوبل فیزیولوژی یا پزشکی (۱۹۶۱)

## یادداشت
1. ↑  در زبان مجاری نام شخص به صورت Eötvös Loránd نمایش داده می‌شود.